# Collegio di Clwyd North
Clwyd North è un collegio elettorale gallese, rappresentato alla Camera dei Comuni del Parlamento del Regno Unito. Elegge un membro del Parlamento con il sistema first-past-the-post, ossia maggioritario a turno unico; l'attuale parlamentare è Gill German, del Partito Laburista, eletta nel 2024.

## Estensione
Il collegio è costituito dalle seguenti aree:
- i ward del Denbighshire di Bodelwyddan, Denbigh Central, Denbigh Lower, Denbigh Upper/ Henllan, Rhuddlan, Rhyl East, Rhyl South, Rhyl South East, Rhyl South West, Rhyl West, St. Asaph East, St. Asaph West e Trefnant;
- i ward del distretto di contea di Conwy di Abergele Pensarn, Colwyn, Eirias, Gele, Glyn, Kinmel Bay, Llanddulas, Llandrillo yn Rhos, Llysfaen, Mochdre, Pentre Mawr, Rhiw e Towyn.

## Membri del parlamento
| Elezione | Elezione | Deputato    | Partito   |
| -------- | -------- | ----------- | --------- |
|          | 2024     | Gill German | Laburista |

## Risultati elettorali

### Elezioni negli anni 2020
| Partito                    | Partito                                      | Candidato                  | Risultati 4 luglio 2024 | Risultati 4 luglio 2024 |
| Partito                    | Partito                                      | Candidato                  | Voti                    | %                       |
| -------------------------- | -------------------------------------------- | -------------------------- | ----------------------- | ----------------------- |
|                            | Laburista                                    | Gill German                | 14 794                  | 35,54                   |
|                            | Conservatore                                 | Darren Millar              | 13 598                  | 32,67                   |
|                            | Reform UK                                    | Jamie Orange               | 7 000                   | 16,82                   |
|                            | Plaid Cymru                                  | Paul Rowlinson             | 3 159                   | 7,59                    |
|                            | Lib Dem                                      | David Wilkins              | 1 685                   | 4,05                    |
|                            | Verde                                        | Martyn Hogg                | 1 391                   | 3,34                    |
|                            |                                              |                            |                         |                         |
| Iscritti                   | Iscritti                                     | Iscritti                   | 75 027                  | 100,00                  |
| ↳ Votanti (% su iscritti)  | ↳ Votanti (% su iscritti)                    | ↳ Votanti (% su iscritti)  | 41 627                  | 55,48                   |
| ↳ Astenuti (% su iscritti) | ↳ Astenuti (% su iscritti)                   | ↳ Astenuti (% su iscritti) | 33 400                  | 44,52                   |
|                            |                                              |                            |                         |                         |
|                            | Esito: collegio a Laburista (nuovo collegio) |                            |                         |                         |